# 一角兽 (中国)
一角兽，是中国传说的异兽，记载于《史记》。在武帝至雍举行郊祀的时候,捕获一独角兽,其状像狗子。据说预示天下太平。

## 记载
《史记·孝武本纪》:“其明年，郊雍，获一角兽，若麃然。”
司马贞索隐 引 郭璞 云;“汉武获一角兽，若席，谓之麟是也。”
《文选·刘琨<进劝表>》：“一角之兽，连理之木，以为休徵者，盖有百数。”
李善注：“《春秋感精符》曰：麟一角，明海内共一主也。王者不剐胎，不剖卵，则出于郊。”

## 参看
- 中国妖怪列表